# Lista de vice-reis da Nova Espanha
Esta é uma lista de vice-reis da Nova Espanha.
| Vice-reis da Nova Espanha (1535-1821) | Vice-reis da Nova Espanha (1535-1821) | Vice-reis da Nova Espanha (1535-1821) | Vice-reis da Nova Espanha (1535-1821)            |
| Retrato                               | Vice-rei                              | Nome | Período                                          |
| Nomeados Carlos I de Espanha          | Nomeados Carlos I de Espanha          | Nomeados Carlos I de Espanha | Nomeados Carlos I de Espanha                     |
| ------------------------------------- | ------------------------------------- | --- | ------------------------------------------------ |
|                                       | 1º                                    | Antonio de Mendoza Marquês de Mondéjar, Conde de Tendilla e Vice-rei do Peru. | 14 de novembro de 1535 a 25 de novembro de 1550  |
|                                       | 2º                                    | Luis de Velasco y Ruiz de Alarcón Vice-rei de Navarra e Conde de Santiago. | 25 de novembro de 1550 a 31 de julho de 1564     |
| Nomeados por Filipe II de Espanha     |                                       | |                                                  |
|                                       | 3º                                    | Gastón de Peralta Marquês de Falces, Conde de Santisteban de Lerín e governador de Navarra.                                                                                            | 19 de outubro de 1566 a 14 de abril de 1568      |
|                                       | 4º                                    | Martín Enríquez de Almansa 6º Vice-rei do Peru. | 5 de novembro de 1568 a 4 de outubro de 1580     |
|                                       | 5º                                    | Lorenzo Suárez de Mendoza 4º Conde da Corunha. | 4 de outubro de 1580 a 19 de junho de 1583       |
|                                       | 6º                                    | Pedro Moya de Contreras Arcebispo da Cidade do México, Inquisidor e visitador da Nova Espanha, e presidente do Conselho das Índias.                                                    | 25 de setembro de 1584 a 17 de novembro de 1585  |
|                                       | 7º                                    | Álvaro Manrique de Zúñiga 1º Marquês de Villamanrique. | 8 de novembro de 1585 a 25 de janeiro de 1590    |
|                                       | 8º                                    | Luis de Velasco y Castilla (primeira vez) Marquês de Salinas del Río Pisuerga e Vice-rei do Peru.                                                                                      | 25 de janeiro de 1590 a 5 de novembro de 1595    |
|                                       | 9º                                    | Gaspar de Zúñiga y Acevedo 5º Conde de Monterrey e Vice-rei do Peru. | 5 de novembro de 1595 a 26 de outubro de 1603    |
| Nomeados por Filipe III de Espanha    |                                       | |                                                  |
|                                       | 10º                                   | Juan de Mendoza y Luna 3º Marquês de Montesclaros e Vice-rei do Peru. | 26 de outubro de 1603 a 2 de julho de 1607       |
|                                       | 11º                                   | Luis de Velasco y Castilla (segunda vez) Marquês de Salinas del Río Pisuerga e Vice-rei do Peru.                                                                                       | 2 de julho de 1607 a 17 de junho de 1611         |
|                                       | 12º                                   | Frei García Guerra Arcebispo da Cidade do México. | 17 de junho de 1611 a 22 de fevereiro de 1612    |
|                                       | 13º                                   | Diego Fernández de Córdoba 1º Marquês de Guadalcázar. | 18 de outubro de 1612 a 14 de março de 1621      |
| Nomeados por Filipe IV de Espanha     |                                       | |                                                  |
|                                       | 14º                                   | Diego Carrillo de Mendoza y Pimentel Marquês de Gelves e Conde de Priego. | 8 de abril de 1622 a 15 de janeiro de 1624       |
|                                       | 15º                                   | Rodrigo Pacheco y Osorio 3º Marquês de Cerralbo. | 3 de novembro de 1624 a 16 de setembro de 1635   |
|                                       | 16º                                   | Lope Díez de Aux de Armendáriz 1º Marquês de Cadreita. | 16 de setembro de 1635 a 28 de agosto de 1640    |
|                                       | 17º                                   | Diego López de Pacheco Duque de Escalona, Marquês de Villena, Conde de Xiquena e Grande de Espanha.                                                                                    | 28 de agosto de 1640 a 9 de junho de 1642        |
|                                       | 18º                                   | Juan de Palafox y Mendoza Bispo de Puebla de los Ángeles e de Osma, visitador da Nova Espanha.                                                                                         | 10 de junho de 1642 a 23 de novembro de 1642     |
|                                       | 19º                                   | García Sarmiento de Sotomayor 2º Conde de Salvatierra e Vice-rei do Peru. | 23 de novembro de 1642 a 13 de maio de 1648      |
|                                       | 20º                                   | Marcos de Torres y Rueda Bispo de Yucatán (com título de governador da Nova Espanha).                                                                                                  | 13 de maio de 1648 a 22 de abril de 1649         |
|                                       | 21º                                   | Luis Enríquez de Guzmán 9º Conde de Alba de Liste e Marquês de Villaflor. | 28 de junho de 1650 a 15 de agosto de 1653       |
|                                       | 22º                                   | Francisco Fernández de la Cueva y Enríquez de Cabrera 8º Duque de Alburquerque, 6º Marquês de Cuéllar, 8º Conde de Ledesma e de Huelma, Grande de Espanha e Vice-rei da Sicília.       | 15 de agosto de 1653 a 16 de setembro de 1660    |
|                                       | 23º                                   | Juan Francisco de Leyva y de la Cerda Marquês de Leyva e de Ladrada, Conde de Baños.                                                                                                   | 16 de setembro de 1660 a 29 de junho de 1664     |
|                                       | 24º                                   | Diego Osorio de Escobar y Llamas Bispo de Puebla de los Ángeles. | 29 de junho de 1664 a 15 de outubro de 1664      |
|                                       | 25º                                   | Antonio de Toledo y Salazar Marquês de Mancera. | 15 de outubro de 1664 a 20 de novembro de 1673   |
| Nomeados por Carlos II de Espanha     |                                       | |                                                  |
|                                       | 26º                                   | Pedro Nuño Colón de Portugal y Castro Duque de Veragua, Marquês de Jamaica e Grande de Espanha.                                                                                        | 20 de novembro de 1673 a 13 de dezembro de 1673  |
|                                       | 27º                                   | Payo Enríquez de Ribera Bispo de Guatemala e Arcebispo da Cidade do México. | 13 de dezembro de 1673 a 7 de novembro de 1680   |
|                                       | 28º                                   | Tomás Antonio de la Cerda y Aragón Conde de Paredes e Marquês de la Laguna. | 7 de novembro de 1680 a 16 de junho de 1686      |
|                                       | 29º                                   | Melchor Portocarrero Lasso de la Vega 3º Conde de Monclova e 17º Vice-rei do Peru. | 16 de novembro de 1686 a 20 de novembro de 1688  |
|                                       | 30º                                   | Gaspar de la Cerda Sandoval Silva y Mendoza Conde de Galve. | 20 de novembro de 1688 a 27 de fevereiro de 1696 |
|                                       | 31º                                   | Juan de Ortega y Montañés (primeira vez) Arcebispo da Cidade do México e de Michoacán.                                                                                                 | 27 de fevereiro de 1696 a 18 de dezembro de 1696 |
|                                       | 32º                                   | José Sarmiento y Valladares Conde de Moctezuma e de Tula de Allende. | 18 de dezembro de 1696 a 4 de novembro de 1701   |
| Nomeados por Filipe V de Espanha      |                                       | |                                                  |
|                                       | 33º                                   | Juan de Ortega y Montañés (segunda vez) Arcebispo da Cidade do México e de Michoacán.                                                                                                  | 4 de novembro de 1701 a 27 de novembro de 1702   |
|                                       | 34º                                   | Francisco Fernández de la Cueva y de la Cueva 10º Duque de Alburquerque, 8º Marquês de Cuéllar e 4º de Cadreita, 10º Conde de Ledesma e de Huelma e 6º de la Torre, Grande de Espanha. | 27 de novembro de 1702 a 13 de novembro de 1710  |
|                                       | 35º                                   | Fernando de Alencastre Noroña y Silva Duque de Linares, Marquês de Valdefuentes e Vice-rei de Nápoles e da Sardenha.                                                                   | 13 de novembro de 1710 a 16 de julho de 1716     |
|                                       | 36º                                   | Baltasar de Zúñiga y Guzmán Duque de Béjar e de Arión, Marquês de Valero. | 16 de julho de 1716 a 15 de outubro de 1722      |
|                                       | 37º                                   | Juan de Acuña Marquês de Casafuerte. | 15 de outubro de 1722 a 17 de março de 1734      |
|                                       | 38º                                   | Juan Antonio Vizarrón y Eguiarreta Arcebispo da Cidade do México. | 17 de março de 1734 a 17 de agosto de 1740       |
|                                       | 39º                                   | Pedro de Castro Figueroa y Salazar Duque de la Conquista. | 17 de agosto de 1740 a 23 de agosto de 1741      |
|                                       | 40º                                   | Pedro de Cebrián y Agustín Conde de Fuenclara. | 3 de novembro de 1742 a 9 de julho de 1746       |
| Nomeados por Fernando VI de Espanha   |                                       | |                                                  |
|                                       | 41º                                   | Juan Francisco de Güemes y Horcasitas Conde de Revillagigedo e capitão-general de Cuba.                                                                                                | 9 de julho de 1746 a 9 de novembro de 1755       |
|                                       | 42º                                   | Agustín de Ahumada y Villalón Marquês de las Amarillas. | 10 de novembro de 1755 a 5 de fevereiro de 1760  |
| Nomeados por Carlos III de Espanha    |                                       | |                                                  |
|                                       | 43º                                   | Francisco Cagigal de la Vega Conde de Revillagigedo. | 28 de abril de 1760 a 5 de outubro de 1760       |
|                                       | 44º                                   | Joaquín de Montserrat Marquês de Cruillas. | 5 de outubro de 1760 a 24 de agosto de 1766      |
|                                       | 45º                                   | Carlos Francisco de Croix Marquês de Croix. | 24 de agosto de 1766 a 22 de setembro de 1771    |
|                                       | 46º                                   | Antonio María de Bucareli y Ursúa | 22 de setembro de 1771 a 9 de abril de 1779      |
|                                       | 47º                                   | Martín de Maiorga | 23 de agosto de 1779 a 28 de abril de 1783       |
|                                       | 48º                                   | Matías de Gálvez y Gallardo | 28 de abril de 1783 a 20 de outubro de 1784      |
|                                       | 49º                                   | Bernardo de Gálvez y MadridGovernador da Luisiana | 17 de junho de 1785 a 30 de novembro de 1786     |
|                                       | 50º                                   | Manuel Antonio Flórez Maldonado Vice-rei de Nova Granada | 16 de agosto de 1787 a 16 de outubro de 1789     |
| Nomeados por Carlos IV de Espanha     |                                       | |                                                  |
|                                       | 51º                                   | Juan Vicente de Güemes Pacheco y Padilla 2º Conde de Revillagigedo | 16 de outubro de 1789 a 11 de julho de 1794      |
|                                       | 52º                                   | Miguel de la Grúa Talamanca 1º Marquês de Branciforte e Grande de Espanha. | 11 de julho de 1794 a 31 de maio de 1798         |
|                                       | 53º                                   | Miguel José de Azanza Duque de Santa Fe. | 31 de maio de 1798 a 29 de abril de 1800         |
|                                       | 54º                                   | Félix Berenguer de Marquina | 29 de abril de 1800 a 4 de janeiro de 1803       |
|                                       | 55º                                   | José de Iturrigaray Aréstegui | 4 de janeiro de 1803 a 15 de setembro de 1808    |
| Nomeados por Fernando VII de Espanha  |                                       | |                                                  |
|                                       | 56º                                   | Pedro de Garibay | 16 de setembro de 1808 a 19 de julho de 1809     |
|                                       | 57º                                   | Francisco Javier de Lizana y Beaumont Bispo de Teruel e Arcebispo da Cidade do México                                                                                                  | 19 de julho de 1809 a 8 de maio de 1810          |
|                                       | 58º                                   | Francisco Javier Venegas y Saavedra 1º Marquês de Reunión de Nueva España | 14 de setembro de 1810 a 4 de março de 1813      |
|                                       | 59º                                   | Félix María Calleja y del Rey1º Conde de Calderón | 4 de março de 1813 a 20 de setembro de 1816      |
|                                       | 60º                                   | Juan José Ruiz de Apodaca y Eliza1º Conde de Venadito | 20 de setembro de 1816 a 5 de julho de 1821      |
|                                       | 61º                                   | Pedro Francisco Novella y Azabal | 5 de julho de 1821 a 24 de setembro de 1821      |
|                                       | 62º                                   | Juan O'Donojú y O'Ryan | 24 de setembro de 1821 a 27 de setembro de 1821  |

Para os governantes do México que se lhes seguiram ver Lista de presidentes do México